# ECryptfs
Das eCryptfs (Enterprise Cryptographic Filesystem; deutsch kryptografisches Unternehmens-Dateisystem) ist eine POSIX-kompatible, dateibasierte Software zur Festplattenverschlüsselung für Linux auf Kernel-Ebene. Es ist Teil des Linux-Kernels ab Version 2.6.19. Es arbeitet vergleichbar mit dem Encrypting File System von Microsoft und FileVault von Apple.
eCryptfs verwendet eine Variante des OpenPGP-Dateiformats für verschlüsselte Daten, erweitert mit wahlfreiem Zugriff, welche kryptographische Metadaten zu jeder individuellen Datei gespeichert werden.
Es verschlüsselt auch Datei- und Verzeichnisnamen, was diese verlängert. Deswegen wird die maximale Anzahl Zeichen im Namen der Datei verkleinert.

## Geschichte
eCryptfs basiert auf Cryptfs von Erez Zadok und wurde von Mike Halcrow angepasst und für die Aufnahme in den Linux-Kernel eingereicht.